# Bisdom Lafia

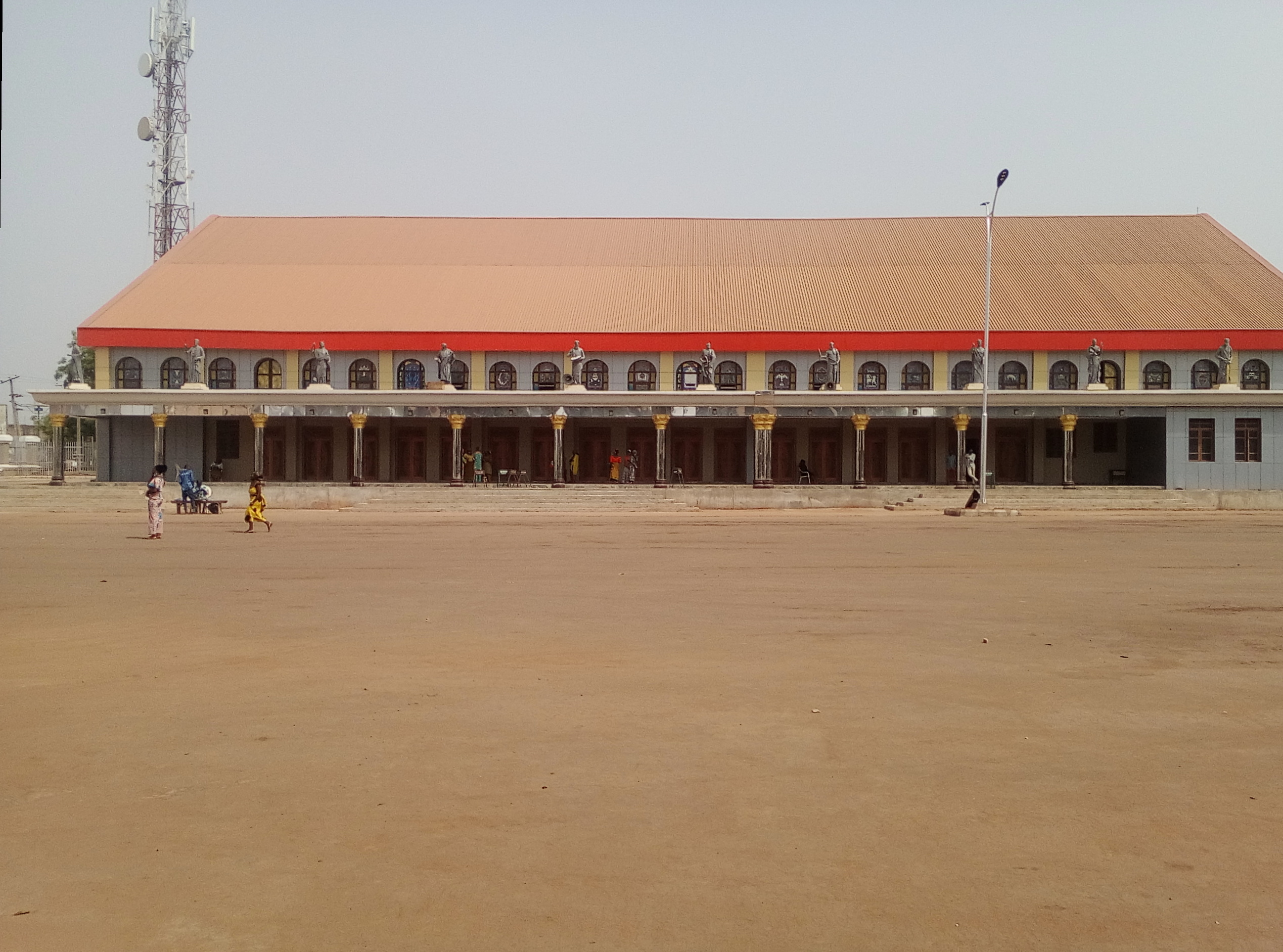
De kathedraal Saint William in Lafia

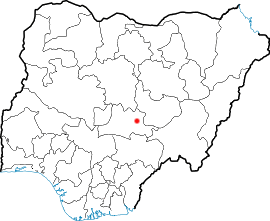
Lafia binnen Nigeria

Het bisdom Lafia (Latijn: Dioecesis Lafiensis) is een rooms-katholiek bisdom met als zetel Lafia, hoofdstad van de staat Nassarawa in Nigeria. Het bisdom is suffragaan aan het aartsbisdom Abuja.

## Geschiedenis
Het bisdom werd opgericht op 5 december 2000, uit het bisdom Makurdi en het aartsbisdom Jos. 

## Parochies
In 2019 telde het bisdom 15 parochies. Het bisdom had in 2019 een oppervlakte van 28.500 km2 en telde 2.556.410 inwoners waarvan 10,4% rooms-katholiek was.

## Bisschoppen
- Matthew Ishaya Audu (5 december 2000 - 6 januari 2020)
- David Ajang (31 maart 2021 - heden)

Abuja (aartsbisdom) · Gboko · Idah · Katsina-Ala · Lafia · Lokoja · Makurdi · Otukpo